# Jan De Laet (journalist)
Jan De Laet (Mechelen, België, 1922  - Leuven, 11 januari 2011) was een Vlaams journalist en buitenlands correspondent voor de BRT. Van 1972 tot 1975 was hij hoofd van de algemene directie van deze omroep.

## Biografie
De Laet begon zijn carrière als correspondent bij het persagentschap Belga in Den Haag, Nederland. Hij zou hier van 1945 tot 1959 werken. Vanwege zijn voorliefde voor dit land werkte hij als permanent vertegenwoordiger van de BRT ook nauw samen bij de Nederlandse omroepen in Hilversum (1964-1973) en was tot zijn dood lid van de redactie van het rooms-katholieke blad Pastoralia. De Laet werkte als buitenlands correspondent en reisde o.m. naar Hawaï, Israël, Griekenland en Klein-Azië. De Laet gaf ook geregeld voordrachten, organiseerde reizen voor KBG-OKRA, gidsbeurten in het Damiaanmuseum,...
Van 1972 tot en met 1975 volgde hij Karel Hemmerechts op als directeur van de algemene directie van de BRT. Daarna nam Cas Goossens zijn taak over en werd De Laet hoofd van de onthaaldienst.
- International Standard Name Identifier: 0000 0003 9560 0297
- Nederlandse Thesaurus van Auteursnamen: 183380185
- Virtual International Authority File: 290315108
- WorldCat: E39PBJgxm8jQhdYGYTKXWKgBT3